# Fontvieille
Fontvieille è un comune francese di 3 686 abitanti situato nel dipartimento delle Bocche del Rodano della regione della Provenza-Alpi-Costa Azzurra.

## Società

### Evoluzione demografica
Abitanti censiti

## Cultura
La colonizzazione romana ha lasciato tracce importanti nel territorio di Fontvieille. Nella parte meridionale della città si trovano i resti dell'acquedotto che riforniva d'acqua la città di Arles e sedici mulini. Rimangono due serie di baie e camere di macinazione. È stato il più importante acquedotto romano costruito nel III secolo. Barbegal è stato distrutto nel V secolo, con le grandi invasioni e definitivamente abbandonato.
Il comune è noto sul territorio per la presenza del cosiddetto "Mulino di Daudet", edificato nel 1815, in riferimento allo scrittore Alphonse Daudet che ne parla nelle sue Lettere dal mio mulino. Tale citazione è stata sufficiente per rendere molto famoso questo mulino a vento (in realtà chiamato "Moulin Saint-Pierre" o "Moulin Ribet" dal nome del suo ultimo proprietario), e con esso la cittadina.
La presenza a breve distanza dei ruderi di altri tre mulini, Mulino Ramet, Mulino Sourdon, Mulino Tissot-Avon, un tempo simboli identificativi della città, ha spinto a sfruttare l'area a scopo turistico. Pertanto il Moulin Ribet è stato completamente restaurato e reso visitabile, è stato creato un piccolo museo dedicato a Daudet, ed è stato istituito un "Percorso Daudet" di circa un chilometro che tocca, oltre ai quattro mulini ed il museo, anche il vicino Castello di Montauban.

## Amministrazione

### Gemellaggi
- Santa Maria a Monte

## Galleria d'immagini

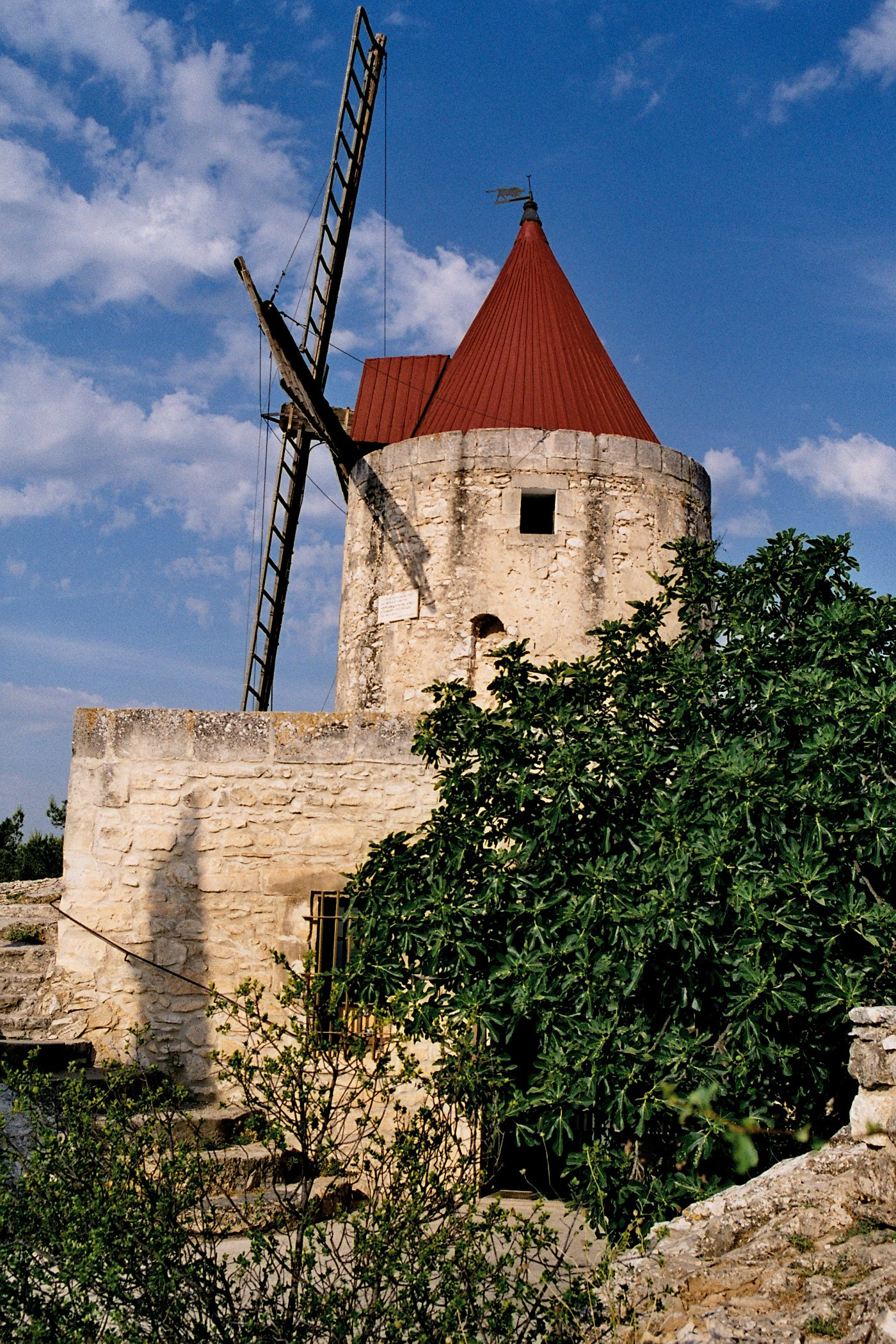
Il "Mulino di Daudet"
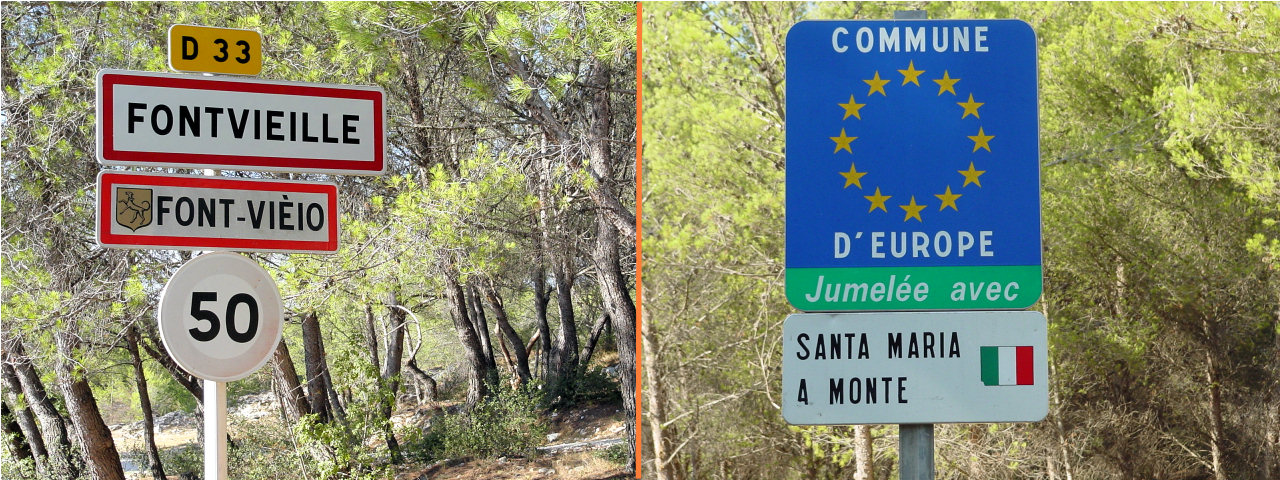
Fontvieille: indicazione del gemellaggio